# 2022 en Afrique du Sud
Chronologie de l'Afrique du Sud
- 2018
- 2019
- 2020
- 2021
- 2022
- 2023
- 2024
- 2025
- 2026

Cet article présente les faits marquants de l'année 2022 en Afrique du Sud, ou concernant le pays.

## Évènements
- 2 janvier : incendie du Parlement sud-africain au Cap.
- 8 avril : inondations meurtrières au KwaZulu-Natal en Afrique du Sud.
- 26 juin : catastrophe de la taverne d'Enyobeni, survenue lorsqu'au moins 21 personnes sont mortes dans un incident à la taverne d'Enyobeni, une boîte de nuit à East London, dans le Cap-Oriental[1],[2],[3]. La cause du décès est inconnue.
- 9 juillet : fusillade de Soweto en 2022. C'est une fusillade de masse perpétrée dans une taverne située à Orlando, Soweto, dans la province du Gauteng. Au moins 16 personnes[4], des jeunes de 19 à 35 ans dont deux femmes[5], ont été tuées dans cette fusillade à Soweto, le plus grand township historique de Johannesburg[5].
- 10 juillet : deux fusillades dans des bars du pays font au moins 19 morts[6].
- 2 novembre : traité de paix tigré-éthiopien conclu à Prétoria entre le gouvernement éthiopien, représenté par Rediwan Hussen, et le front de libération du peuple du Tigré, représenté par Getachew Reda (en) (FLPT) à l'issue de la guerre du Tigré.
- 24 décembre : explosion d'un camion-citerne à Boksburg, survenue lorsqu'un camion-citerne transportant du gaz de pétrole liquéfié (GPL) a explosé sous un pont ferroviaire à Boksburg, dans la région d'East Rand de l'agglomération du Grand Johannesburg (en), et faisant partie de la municipalité métropolitaine d'Ekurhuleni à Gauteng, en Afrique du Sud. Huit personnes ont été tuées sur le coup et 40 autres ont été blessées, dont 19 gravement[7]. 26 des blessés sont décédés plus tard à l'hôpital, portant le nombre de morts à 34 personnes au 30 décembre 2022[8]. L'hôpital Tambo Memorial à proximité (TMH) a également été endommagé. Le conducteur du camion-citerne a survécu à l'incident et a fait face à de multiples accusations, dont celle d'homicide volontaire[9],[10],[11].

## Culture

### Cinéma
- Amandla (film).
- Silverton Siege.

## Sport

### Football
- Championnat d'Afrique du Sud féminin de football 2022.
- Championnat féminin du COSAFA 2022.
- Coupe COSAFA 2022.
- Championnat d'Afrique du Sud de football 2021-2022.

### Hockey sur gazon
- Coupe du monde féminine de hockey sur gazon des moins de 21 ans 2022.

### Karaté
- Championnats d'Afrique de karaté 2022.

### Rugby
- Coupe du monde de rugby à sept 2022.
- Saison 2021-2022 du United Rugby Championship.
- The Rugby Championship 2022.

### Tir à l'arc
- Championnats d'Afrique de tir à l'arc 2022.